# Peckoltia greedoi
Peckoltia greedoi là một loài cá da trơn trong họ Loricariidae sống ở sông Gurupí tại Brazil. Các cá thể dài từ 45 đến 78 mm (1,8 đến 3,1 in), cơ thể có màu nâu đỏ. Vây đuôi có ba hay bốn sọc tối. Loài này được mô tả năm 2015 bởi một nhóm các nhóm các nhà nghiên cứu từ đại họ đại học Auburn tại Alabama, họ đặt danh pháp khoa học cho loài này theo tên nhân vật Greedo trong Star Wars của George Lucas, và cho rằng loài này và nhân vật kia có một "sự giống nhau đặc biệt".